# 白菊町 (名古屋市)
白菊町（しらぎくちょう）は、愛知県名古屋市西区の地名。1丁目から6丁目があった。

## 地理
名古屋市西区西部に位置した。

## 歴史

### 町名の由来
藤原師長の伝説に由来する地名であるという。枇杷島の町名の由来項も参考のこと。

### 沿革
- 1934年（昭和9年）
  - 8月15日 - 西区東枇杷島町および枇杷島町の各一部により、同区白菊町として成立[1]。
  - 12月15日 - 枇杷島町の一部を編入する[1]。
- 1987年（昭和62年）10月12日 - 全域が枇杷島三丁目および同四丁目にそれぞれ編入され消滅[1]。